# Jungar (Népal)
Pour l’article homonyme, voir Bannière de Jungar.
Jungar (en népalais : जुगाँर) est un comité de développement villageois du Népal situé dans le district de Rolpa. Au recensement de 2011, il comptait 5 169 habitants.